# Planes Mistaken for Stars
Planes Mistaken for Stars (manchmal auch kurz PMFS) ist eine US-amerikanische Punkband aus Peoria, Illinois, die im Jahr 1997 gegründet wurde, sich 2008 auflöste und seit 2012 wieder aktiv ist.

## Geschichte
Gared O’Donnell und Matt Bellinger kannten sich bereits vorher aus ihrer Zeit bei der Band Dismiss, ein Projekt, das von 1994 bis 1997 Bestand hatte. Auch der spätere Bassist Jamie Drier war in dieser Band aktiv. Planes Mistaken for Stars wurde im Jahr 1997 nach der Auflösung von Dismiss gegründet und bestand aus dem Sänger und Gitarristen Gared O’Donnell, dem Gitarristen Matt Bellinger, dem Schlagzeuger Mike „Mickey“ Ricketts und dem Bassisten Aaron Wise. Es folgten die ersten Auftritte, ehe Anfang 1999 Wise durch Jamie Drier ersetzt wurde. Anfang des Jahres war die Band zudem erstmals auf dem Sampler The Moment of Truth: The Emo Diaries, Chapter Three zu hören. Im selben Jahr wurde außerdem über Deep Elm Records die selbstbetitelte EP der Band wiederveröffentlicht. Der Tonträger war bereits zuvor im Jahr 1998 in Eigenveröffentlichung erschienen. Nachdem Drier zur Band gekommen war, zog die Band nach Denver, ehe eine Split-Veröffentlichung zusammen mit den Labelkollegen The Appleseed Cast und Race Car Riot erfolgte, ehe 1999 die Single Fucking Fight bei Dim Mak Records erschien, wobei der Tonträger in Großbritannien bei Engineer Records erschien. Anfang 2000 schloss sich mit Knife in the Marathon die nächste EP an, die unter anderem eine Coverversion von Unbrokens Fall on Proverb enthielt. Nach einem Wechsel zu No Idea Records, erfolgte hierüber 2001 die Veröffentlichung des Debütalbums Fuck with Fire, ehe sich 2002 die Single Spearheading the Sin Movement anschloss. Im folgenden Jahr verließ Drier die Besetzung, woraufhin Chuck French den Bass übernahm. Im selben Jahr erschien zudem ein Black-Flag-Tribute-Album von Initial Records, wofür die Band Gimme Gimme Gimme für die Vinyl- und Wasted für die CD-Version beisteuerte. Mit dem Produzenten A. J. Mogis (Cursive, Bright Eyes) nahm die Band ihr nächstes Album auf, das im Sommer 2004 unter dem Namen Up in Them Guts erschien. Der Tonträger wurde in den Presto Studios in Lincoln, Nebraska, aufgenommen. Zudem spielte die Band im Januar 2004 zusammen mit The Ataris und Cursive in Großbritannien, sowie zusammen mit Against Me!, Hot Water Music, The Dillinger Escape Plan und Plea for Peace in Nordamerika. Im Januar 2005 folgten Auftritte zusammen mit October File, ehe die Band zusammen mit High on Fire und Kylesa auf Tour durch die USA ging. Nach weiteren Auftritten zusammen mit The Forecast und Bear vs. Shark, folgten weitere Konzerte im August zusammen mit Smoke on Fire und Glass and Ashes. Im Herbst 2005 unterzeichnete die Gruppe einen Vertrag bei Abacus Recordings. Kurz darauf verließ der Gitarrist Bellinger die Band, um sich seinem Nebenprojekt Ghost Buffalo, in dem er zusammen mit Ricketts spielte, widmen zu können. French übernahm daraufhin den Posten des Gitarristen, als Bassist kam stattdessen Neil Keener hinzu. Ihr erstes Album bei Abacus Recordings erschien im Oktober 2006 unter dem Namen Mercy, das von Matt Bayles produziert wurde, ehe die Band zusammen mit These Arms Are Snakes auf Tour ging. Im Jahr 2008 fand sich die Band wieder kurzzeitig zusammen; seit dem Jahr 2012 ist die Band wieder regelmäßig aktiv. Gared O’Donnell starb am 24. November 2021 im Alter von 44 Jahren an Speiseröhrenkrebs. Für November 2024 kündigte die Band an, ihr finales Album zu veröffentlichen. Auf diesem sind Aufnahmen mit O’Donnell enthalten.

## Stil
Laut Christian Hector vom Metal Hammer bewege sich die Band auf Mery „irgendwo zwischen krachendem Rock, Indie der alten Schule und ein wenig Metal“. Der Gesang sei zudem ungewöhnlich rau.
Laut Ingo Rothkehl vom Ox-Fanzine sei die Band anfangs eine Emoband gewesen. Seit Fuck with the Fire sei die Band jedoch „irgendwo zwischen Crust, Screamo und epischem Noisecore der Marke Neurosis“ einzuordnen. Auf Up in the Guts würden die Texte laut O’Donnell im Gegensatz zu den Vorgängern häufiger von seinen persönlichen Dingen handeln. Zudem seien die Texte noch düsterer als zuvor. Auf Knife in the Marathon sei laut Joachim Hiller vom Ox-Fanzine eine Mischung aus Emocore und Crustcore zu hören. Laut Michael Siewert vom Ox-Fanzine sei auf Fuck with Fire Emocore zu hören, der gefühlvoll, melodisch und doch druckvoll sei. Laut Tim Tilgner vom Ox-Fainzine spiele die Band auf Spearheading the Sin Movement zwar emotionalen Hardcore Punk, seien „allerdings noch hart genug um Emo-Hippies mit Schlaghose, Pottschnitt und Umhängetasche in die verweichlichten Eier zu treten“. Der Gesang komme „nicht ganz so verzweifelt und kreischig daher wie sonst“. Laut Rothkehl gebe es auf Mercy im Gegensatz zu den Vorgängern kein Bombast, Pathos, Cello oder Piano. Zudem habe sich die Band näher an Gruppen wie Neurosis oder Isis angenähert. Die Lieder würden mehrfach im Tempo wechseln und würden sich im Verlauf dramatisch steigern. Zudem setze O’Donnell erstmals Klargesang ein und klinge dabei fast wie Captain Beefheart, jedoch weniger lakonisch.

## Diskografie
- 1998: Planes Mistaken For Stars (EP, Eigenveröffentlichung)
- 1999: Fucking Fight (Single, Dim Mak Records)
- 1999: The Appleseed Cast/Planes Mistaken For Stars/Race Car Riot (Split mit The Appleseed Cast und Race Care Riot, Deep Elm Records)
- 2000: Knife in the Marathon (EP, Deep Elm Records)
- 2001: Fuck with Fire (Album, No Idea Records)
- 2002: Spearheading the Sin Movement (Single, No Idea Records)
- 2004: Up in Them Guts (Album, No Idea Records)
- 2006: Mercy (Album, Abacus Recordings)
- 2016: Prey (Album,  Deathwish Inc.)
- 2024: Do You Still Love Me? (Album, Deathwish Inc.)